# Arthur Luysterman
Arthur Luysterman (Meerbeke, 18 maart 1932) is een Belgische bisschop.

## Levensloop
Arthur Luysterman was de oudste van vier kinderen.
Hij volgde de Grieks-Latijnse humaniora aan het Sint-Aloysiuscollege van Ninove en het Heilige-Maagdcollege van Dendermonde.
In 1950 begon hij zijn priesterstudies aan het seminarie te Gent en werd op 26 augustus 1956 tot priester gewijd.
In 1959 behaalde hij het diploma van licentiaat in het Canoniek recht aan de Katholieke Universiteit Leuven.
Daarna werd hij benoemd tot professor in de moraaltheologie aan het opleidingscentrum voor miliciens-priesterkandidaten en religieuzen (CIBE) van Aalst en tot zondagonderpastoor van Herdersem. Later werd hij verantwoordelijk voor de opleiding van priesterseminaristen in het leger.
Op 1 februari 1973 werd hij opperaalmoezenier van het Belgisch leger en de rijkswacht.

## Bisschop
Op 13 juli 1990 werd Arthur Luysterman tot  coadjutor van Gent benoemd en op 21 oktober 1990 werd hij gewijd door Leonce-Albert Van Peteghem. Als bisschopsleuze koos hij Et in terra pax (Vrede op aarde). Hij was toen 58 jaar.
Hij is de oprichter van het Fonds Kerkopbouw Bisdom Gent.
Op 27 december 1991 volgde hij Leonce-Albert Van Peteghem op als 29ste bisschop van het bisdom Gent.
Op 28 augustus 1994 was hij een medeconsecrator van André De Witte (uit Scheldewindeke) toen die door kardinaal Lucas Moreira Neves tot bisschop van Ruy Barbosa in Brazilië werd gewijd.
Onder zijn episcopaat werd het bisschoppelijk seminarie wegens het gedaald aantal seminaristen gesloten.
Op 11 oktober 2003 was hij de hoofdconsecrator van kardinaal Gustaaf Joos.
Sinds 19 december 2003 is hij erebisschop van Gent, nadat hij zijn ontslag aanbood aan de paus.
Hij zetelt nog steeds in de Belgische Bisschoppenconferentie.

## Publicaties in boekvorm
- Ik wens je vrede, Leuven, Davidsfonds, 1998.
- Brieven aan alle mensen die van het leven houden, Antwerpen, Halewijn, 2000.
- De duif die voor ons uitvliegt, Antwerpen, Halewijn, 2006.